# 金子さやか
金子 さやか（かねこ さやか、1983年1月20日 - ）は、日本の女優、タレント。東京都出身。東京都立大山高等学校卒業。NEST所属。
2000年にフジテレビビジュアルクイーンに選ばれデビューした。

## 来歴・人物
特技は水泳で、ジュニアオリンピックカップに出場したこともあり、『クイズプレゼンバラエティー Qさま!!』（テレビ朝日）でその美しいフォームを披露している。同番組の企画でフリーダイビングに挑戦し、公式競技会「フリーダイビング・インドア・カップ2006」のダイナミック・アプネア・ウィズアウト・フィン部門で優勝した。やはり同番組の企画で芸能人シンクロ水泳大会にも出場し、にしおかすみことペアを組んで優勝した。
二卵性双生児の弟がいる。
内田恭子、浅見れいなに似ていると言われることがある。
霊感体質であるという。
モズクが好物である。
2012年3月、自身のブログにてワタナベエンターテインメントを辞めることを発表した。理由としては「新しい第二の人生をスタートさせます」と本人は語っている。
その後、詳細な時期は不明だが、芸能事務所NESTに所属している。
2021年7月17日、自身のInstagramで一般人との入籍を報告した。

## 出演

### テレビドラマ
- 早乙女タイフーン（2001年、テレビ朝日）
- 水曜日の情事（2001年、フジテレビ）
- 恋愛偏差値 第2章「Party」（2002年、フジテレビ） - 田島真央 役
- ビッグマネー!〜浮世の沙汰は株しだい〜（2002年、フジテレビ） - 河井美紀 役
- 伝説のマダム 第2話（2003年4月、読売テレビ）
- エースをねらえ! （2004年、テレビ朝日） - 音羽京子 役
- 御宿かわせみ～第二章～ 第11話（2004年、NHK） - おすみ 役
- 家政婦は見た（2004年、テレビ朝日）
- 奥さまは魔女リターンズ（2004年、TBS） - 長谷川洋美 役
- ハチロー〜母の詩、父の詩〜（2005年、NHK）
- 女と愛とミステリー滝警部補の事件日誌『飛騨高山・殺意の追憶』（2005年、テレビ東京） - 田口薫 役
- 積木くずし真相 〜あの家族、その後の悲劇〜（2005年、フジテレビ） - あゆみ 役
- 西遊記 第2話（2006年、フジテレビ） - 夏麗 役
- 戦国自衛隊・関ヶ原の戦い（2006年、日本テレビ） - 多助 役
- ダンドリ。〜Dance☆Drill〜（2006年、フジテレビ） - 城所麗夏 役
- ダンドリ娘（2006年、フジテレビ） - 城所麗夏 役
- 不信のとき〜ウーマン・ウォーズ〜（2006年、フジテレビ）
- 劇団演技者。「カーラヂオが終われば」（2006年、フジテレビ） - アヤ 役
- もうひとつのシュガー&スパイス 第3話（2006年9月13日、フジテレビ） - 浅井美香 役
- 14才の母（2006年10月 - 12月、日本テレビ） - 三井ひな子 役
- 麗わしき鬼（2007年4月 - 6月、東海テレビ） - 眉川洵子 役
- 女帝（2007年7月 - 9月、朝日放送・テレビ朝日） - 薫 役
- コスプレ幽霊 紅蓮女 第7話（2008年1月 - 、テレビ東京） - 自殺した女優の幽霊 サツキ 役
- 月曜ゴールデン「狩矢警部シリーズ4・京都阿修羅王殺人事件」（2008年4月、TBS） - 相良涼子 役
- 新・科捜研の女 第4話（2008年5月、テレビ朝日） - 永井由紀枝 役
- 7人の女弁護士 第7話（2008年5月、テレビ朝日） - 須藤かおり 役
- 警視庁捜査一課9係Season3 第7話（2008年5月、テレビ朝日）
- キミ犯人じゃないよね? 第8話（2008年5月、テレビ朝日） - 女子アナ・小川修子 役
- 土曜ナイトドラマ 幻影〜ゲンヱイ〜（2008年5月 - 、朝日放送） - ミヤビ 役
- 愛の劇場40周年記念番組「ラブレター」（2008年11月 - 2009年2月、TBS） - 越智陽子 役
- ドラマスペシャル　暴れん坊将軍（2008年、テレビ朝日） - お玉 役
- おみやさん 第6シリーズ 第12話（2009年2月19日、テレビ朝日） - 渥美真理絵 役
- 相棒 Season7 第18話「悪意の行方」（2009年3月11日、テレビ朝日） - 伊藤真央 役
- 特命係長 只野仁 第39話｢だまされた歌姫 殺意のメロディ｣ （2009年3月12日、テレビ朝日）
- 臨場（2009年4月 - 6月､テレビ朝日） - 花園愛 役
- 派遣のオスカル～ 『少女漫画』に愛をこめて（2009年8月 - 10月、NHK） - 井手奈々子 役
- アンタッチャブル〜事件記者・鳴海遼子〜 第4話 （2009年11月、朝日放送・テレビ朝日） - 鮎原ミク 役
- TBS開局60周年記念ドラマ「99年の愛〜JAPANESE AMERICANS〜」（2010年11月5日、TBS） - 収容所の女性 役
- 土曜ワイド劇場「新聞記者 鶴巻吾郎の事件簿4」（2010年11月13日、テレビ朝日） - 鷹橋弥生 役
- 土曜ワイド劇場「拘置所の女医」（2011年3月5日、テレビ朝日） - 仲井律子 役
- 業界LOVE STORY～だからテレビはおもしろい～（2011年5月4日、東海テレビ） - 小久保 役
- ドラマスペシャル「SP〜警視庁警護課」（2011年10月8日、テレビ朝日） - 早川由紀 役
- 土曜ワイド劇場「弁護士・森江春策の事件3」（2011年10月29日、テレビ朝日） - 今井由香 役
- 向田邦子 イノセント 第2話「きんぎょの夢」（2012年3月31日、WOWOW） - 砂子の妹 役

### バラエティ・他
- 笑軍コロシアム渡辺笑会（フジテレビ721）
- ココリコミラクルタイプ（2001年4月 - 2002年3月、フジテレビ）
- 日本列島だんちでクイズ（NHK BS2）
- ろみひー（日本テレビ）
- 世界ウルルン滞在記（毎日放送）
- ウチくる!?（フジテレビ）
- 日本テレビ開局55年記念番組 女たちの中国第一弾〜13億のチカラ…美と権力と涙の物語〜（2008年2月11日、日本テレビ）レポーター
- サラリーマンNEO season3（2008年4月、NHK）
- 今ちゃんの「実は…」（2008年5月、朝日放送）
- 恋するハニカミ（2006年8月18日、TBS）
- ライオンのごきげんよう（2007年、フジテレビ）
- あっぱれ!!さんま新教授（2008年、フジテレビ）
- クイズ紅白歌合戦（2008年12月16日、NHK）
- サラリーマンNEO Season4（2009年4月 - 9月、NHK）
- サラリーマンNEO ウィンタースペシャル2009（2009年12月27日、NHK）
- ザ!世界仰天ニュース（2010年1月、日本テレビ）
- サラリーマンNEO Season5（2010年4月 - 9月、NHK）

### 映画
- 深呼吸の必要（2004年） - 川野悦子 役
- ミッドナイト・イーグル（2007年） - チヘ 役
- ピューと吹く!ジャガー THE MOVIE（2008年） - 内田京子 役
- 恋の正しい方法は本にも設計図にも載っていない（2010年） - 坂上久美子 役
- 神様のカルテ（2011年、東宝）
- サラリーマンNEO 劇場版(笑)（2011年） - 遠山幹子 役
- 渚に咲く花（2022年） - 彩花 役
- オレンジ・ランプ（2023年）

### 短編映画
- キッチンの神様（2015年） - さおり 役
- ケアニンShortFilms season2（2022年）

### 舞台
- 夢の小箱にリボンをかけて（2005年）
- 劇団☆新感線「吉原御免状」（2005年）
- 竹中直人の匙かげん2「そう。」（2006年）
- 春子ブックセンター（2008年6月）
- 東京セレソンデラックス「わらいのまち」（2011年）
- 家族のはなし（2018年）
- 宮下貴浩×私オム「蛇の亜種」（2018年）
- tetsutaro produce vol.5「風の音聞こえず、鈴音が落ちる」（2018年）
- 桜組スタジオプロデュース × IN EASY MOTION Vol.34「半月ーHANIWARIー」（2019年）
- ぬけがら（2019年）
- まるは食堂 創業70周年記念公演「まるは食堂」（2020年）……新型コロナウイルスの影響で中止。

## 作品

### DVD
- Dreamin' Challenger（2000年、ポニーキャニオン）
- TWO FACE（2005年、GPミュージアムソフト）